# Gournay-Loizé
Gournay-Loizé är en kommun i departementet Deux-Sèvres i regionen Nouvelle-Aquitaine i västra Frankrike. Kommunen ligger i kantonen Chef-Boutonne som tillhör arrondissementet Niort. År 2016 hade Gournay-Loizé 883 invånare.

## Befolkningsutveckling
Antalet invånare i kommunen Gournay-Loizé
| Referens: INSEE |